# Karahıdır, Gürsu
Karahıdır là một xã thuộc quận Gürsu, tỉnh Bursa, Thổ Nhĩ Kỳ. Dân số thời điểm năm 2011 là 677 người.